# ほうねんまんさく
『ほうねんまんさく』は、1974年3月9日から同年6月1日までフジテレビ系列24局で放送されていたテレビドラマである。フジテレビと新制作の共同製作。全13話。放送時間は毎週土曜 20:00 - 20:55 （日本標準時）。

## 概要
父親から1,000坪の土地を相続した早乙女祭、祭と一緒にその土地を耕しながらの共同生活を送る5人の青年たち、そして土地を我が物にしようと策略を巡らす祭の異母兄たちのやり取りをコミカルに描いた作品。
直前まで高視聴率を挙げた『ありがとう』（TBS）で主演を務めた水前寺清子が主演女優を務めた作品で、主題歌「あゝ人生浮き沈み」の歌唱も彼女が担当した。脚本は、全話ともに佐々木守が手掛けた。当初は全26話となる予定であったが、当時裏番組の『8時だョ!全員集合』（TBS）の影響は大きく、視聴率は第1話こそ10.0%だったものの第2話以降は1ケタが続いたことで調子が上向かず、13話で完結した。

## キャスト
- 早乙女祭：水前寺清子
- サスケ：石橋正次
- 五郎：岡本信人
- タイガー：河原崎建三
- マシュマロ：荻島真一
- ムシバ：佐々木剛
- シノ：渡辺美佐子
- 植木等
- 宍戸錠
- 財津一郎

参考：“日本粧業 第1464号” (PDF).   一般財団法人 日本粧業会. p. 14 (1974年4月6日). 2018年5月25日閲覧。

## スタッフ
- 脚本：佐々木守
- 監督：藤井謙一
- 音楽：渡辺岳夫
- 制作：フジテレビ、新制作

## 主題歌
- 「あゝ人生浮き沈み」（歌：水前寺清子）
  - 作詞：関沢新一／作曲：市川昭介／編曲：馬場良
  - この曲は、テレビ放送の終了後にリリースされた水前寺のシングル「幸せ正面だーれ」に収録されている。

## サブタイトル
1. 東京都世田谷村
2. 女、泣きます怒ります
3. 女、攻めます恋します
4. 女、咲きます夢見ます
5. 女、花です涙です
6. 男、義理です人情です
7. 女、花です流れます
8. 君は結婚するのか！
9. お前を抱きしめたい
10. 月夜のプロポーズ
11. え!! 田んぼを売るの
12. 早い朝・愛の告白
13. さぁ、田植えだ！